# Barlovci
Barlovci (cyr. Барловци) – wieś w Bośni i Hercegowinie, w Republice Serbskiej, w mieście Banja Luka. W 2013 roku liczyła 685 mieszkańców.